# Shin Megami Tensei if...
Shin Megami Tensei if... é um jogo eletrônico de RPG desenvolvido e publicado pela Atlus em 1994 para o Super Famicom. É um spin-off da série Shin Megami Tensei, que faz parte da franquia Megami Tensei. Desde então, foi relançado para dispositivos móveis, PlayStation, Windows e através do Virtual Console e do serviço Nintendo Switch Online. A história segue um estudante do ensino médio depois que sua escola é sugada para o reino dos demônios por um feitiço de invocação que deu errado.
Shin Megami Tensei if... foi desenvolvido com a intensão de ser uma mudança dos títulos anteriores de Shin Megami Tensei, concentrando-se em um ambiente e ameaça de menor escala, em vez de um ambiente de grande escala como nos jogos anteriores. Após seu lançamento, if... recebeu uma recepção positiva de críticos e fãs e inspirou várias adaptações impressas e uma prequela para celular. A reação positiva ao jogo foi o impulso para a criação das séries spin-off Persona e Devil Summoner.

## Jogabilidade

Uma batalha, com o protagonista conversando com um demônio na versão de PlayStation.

Shin Megami Tensei if... é um jogo de RPG no qual o jogador assume o papel do protagonista. Como protagonista, o jogador explora tanto a Escola Secundarista Karukozaka infestada de demônios quanto cinco torres baseadas nos Sete Pecados Capitais. Durante o decorrer do jogo, usando um dispositivo montado no pulso chamado "COMP", o jogador luta contra demônios através de um sistema de batalha baseado em turnos, usando ataques físicos e mágicos para curar membros e causar danos e status prejudiciais nos inimigos.
É possível conversar com os demônios e recrutá-los caso sejam convencidos a entrar na equipe do jogador. Uma vez parte do grupo do jogador, eles lutarão ao lado dele. Além dos demônios padrão, o jogador pode se aliar a um companheiro humano, com três disponíveis na primeira jogatina e um quarto desbloqueado durante a segunda. Quando o jogador ou seu parceiro humano morre em batalha, eles recebem um Guardião, que os revive no último ponto de salvamento e os ensina novas habilidades e altera as estatísticas do jogador. As especialidades do Guardião afetam como as estatísticas são alteradas: uma classificação de poder mais alta aumentará a força do jogador, mas uma magia mais baixa diminuirá seu medidor de Pontos Mágicos. O Guardião é trocado cada vez que o personagem do jogador morre.

## Enredo
Na Escola Secundária Karukozaka, o estudante brilhante e vítima de bullying Ideo Hazama tenta convocar um demônio vindo do Makai (魔界; Mundo Demônio), o submundo, para se vingar de seus algozes. A convocação dá errado e Hazama é possuído pelo demônio, se declara o "Imperador Demônio" e joga toda a escola no Makai. O protagonista está entre os presos na escola, junto com os colegas Reiko Akanezawa, Yumi Shirakawa, Shinji "Charlie" Kuroi e Akira Miyamoto. No início de if..., o personagem do jogador faz parceria com um dos outros alunos da escola. Essa escolha determina certos eventos da história e, finalmente, o final que o jogador receberá.
Se o protagonista se aliar a Yumi ou Shinji, eles navegam pela escola e torres infestadas de demônios, finalmente confrontando e matando Hazama. Na rota de Yumi, a escola é restaurada como se nada tivesse acontecido, enquanto na rota de Shinji a escola e seus alunos permanecem presos dentro do Makai. Se o Protagonista se aliar a Reiko, eles entram na mente do Imperador Demônio depois que ele é derrotado pela primeira vez e veem as motivações de Hazama para suas ações. Reiko, irmã de Hazama, o acalma e fica com ele no Makai, enquanto o protagonista é teletransportado de volta ao mundo humano e a escola volta ao normal.
Em outra rota desbloqueada em uma segunda jogatina, o protagonista pode se aliar a Akira, que busca vingança contra os demônios que sugaram a escola para o reino demoníaco. Eventualmente, Akira é morto e possuído pelo demônio Amom, que após derrotar Hazama, toma seu lugar como Imperador Demônio, enviando o protagonista de volta ao mundo humano sozinho.

## Desenvolvimento

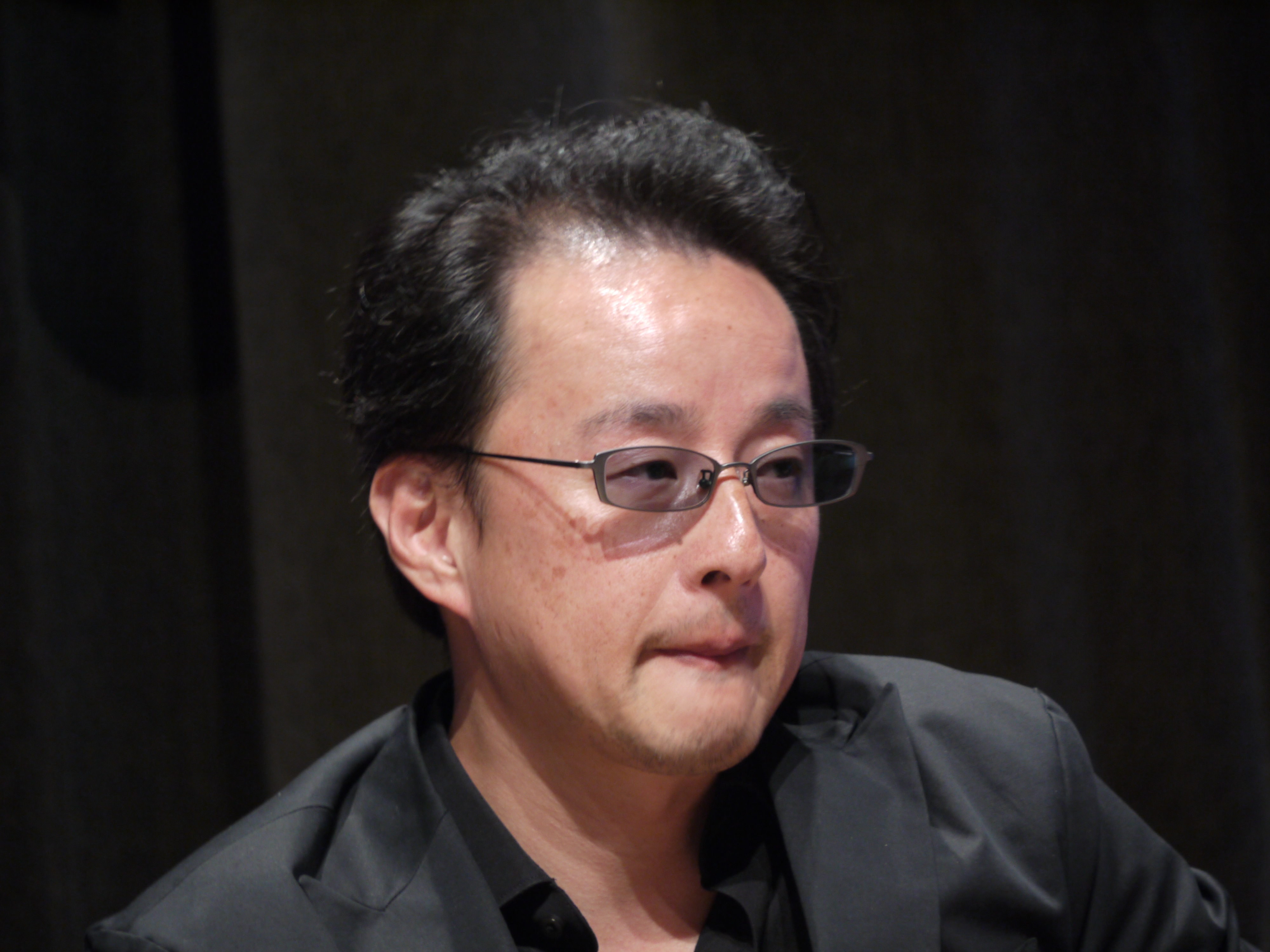
Kouji Okada, co-fundador da Atlus, trabalhou como diretor.

Shin Megami Tensei if... foi desenvolvido como um spin-off da série principal. A ideia de um mundo de escopo menor surgiu logo após o final do desenvolvimento de Shin Megami Tensei II [en] (1994): o diretor do jogo, Kouji Okada, sentia que havia atingido o limite do que podia fazer com mundos de grande escala nos jogos anteriores da série e discutiu com o artista Kazuma Kaneko sobre um jogo que se passaria em um cenário escolar e de uma perspectiva reduzida. O conceito principal era para um cenário de ensino médio em três dimensões, onde um portal para o inferno se abriria, criando uma aventura mais independente. A modelagem para a Escola Secundária Karukozaka foi baseada em fotos do álbum escolar do escritor Ryutaro Ito, pois não tinham outros recursos visuais.
O título provisório do projeto era Shin Megami Tensei X. O sistema de parceiros foi dividido em categorias principais e subcategorias, com três a quatro personagens jogáveis disponíveis. A música do jogo foi composta por Tsukasa Masuko. Um dos principais temas do jogo, a música da Escola Karukozaka ouvida durante o final do jogo, teve letras escritas por Ito, que as baseou nas letras da música de sua própria escola. Masuko não se impressionou quando Ito pediu que a letra fosse adicionada à música. Enquanto apenas uma linha é ouvida no jogo, Ito criou três linhas. if... foi concluído em um espaço de tempo muito curto, tanto que em 2003 Okada descreveu o tempo de desenvolvimento como sendo "impensável" para qualquer desenvolvedor. O sistema de Guardião foi projetado pelo designer e futuro diretor da franquia Megami Tensei, Katsura Hashino.
Shin Megami Tensei if... foi projetado para representar o tema principal da série de reencarnação, que estava ausente dos títulos anteriores de Shin Megami Tensei, além de permitir que os jogadores continuassem a aproveitar o jogo, mesmo depois que seu grupo fosse derrotado. Também atuou como um "bote salva-vidas" para jogadores que morriam regularmente em batalha.
Os nomes dos personagens do elenco foram extraídos de várias fontes da vida real e fictícias. Os nomes de Yumi, Reiko e Shinji foram inspirados em ex-arremessadores do Nippon-Ham Fighters. A transformação de Akira em Amon foi inspirada na transformação semelhante do personagem principal do mangá Devilman. O nome de Akira também foi tirado do personagem principal do mangá. O sobrenome de Hazama é retirado do protagonista do mangá Black Jack. Seu prenome, Ideo, é baseado na palavra inglesa para "ideologia". Sato, um membro do clube de informática da escola e o primeiro a apresentar o Programa Devil Summoner, recebeu seu nome do físico japonês Katsuhiko Sato. Da mesma forma, dois personagens secundários relacionados a Shinji receberam seus nomes dos músicos Ryuichi Sakamoto e Akiko Yano. Os personagens foram desenhados pelo artista Kazuma Kaneko, que trabalhou em outros títulos da série. Mais tarde, ele chamaria o jogo de um de seus favoritos, gostando da uniformidade de seus designs e de seus temas relacionáveis.

## Lançamento e recepção
Shin Megami Tensei if... jamais foi lançado fora do Japão. Lançado para Super Famicom em 28 de outubro de 1994, foi lançado oito anos depois, em 26 de dezembro de 2002, para o PlayStation. Essa última versão contém elementos adicionais, como um modo fácil de dificuldade, juntamente de gráficos retocados e arte de personagem atualizada. Também foi relançado no Microsoft Windows para o sistema i-Revo PC no ano de 2006. Um remake para iOS foi lançado em 2013.
A versão de Super Famicom foi relançada para o Virtual Console para Wii e Wii U, e posteriormente para Nintendo Switch via Nintendo Switch Online. Uma tradução feita por fãs para a língua inglesa dessa mesma versão foi lançada em 25 de outubro de 2018 pela equipe de tradução Aeon Genesis. Já a versão de PlayStation foi relançada para a PlayStation Network em 8 de setembro de 2010.
A Famicom Tsūshin deu à versão de Super Famicom uma pontuação de 29 de 40; para o lançamento no PlayStation, concedeu uma nota de 28 de 40. Segundo Katsura Hashino, a ambientação em um ambiente de escola de ensino médio era popular entre fãs da série. Kurt Kalata e Christopher J. Snelgrove, da Hardcore Gaming 101, acharam o jogo divertido, mas notaram que faltavam os "dilemas filosóficos e religiosos" presentes nos dois primeiros títulos de Shin Megami Tensei. Eles também notaram que era mais curto do que os dois jogos anteriores, mas que as diferentes masmorras e finais que o jogo oferece, dependendo de quem o jogador escolhe como parceiro, resultaram em um alto fator de jogabilidade. Eles acharam o sistema de Guardião interessante, mas consideraram uma decisão estranha forçar o jogador a morrer de propósito para obter um novo Guardião. Kile Miller da RPGFan achou que a música do jogo era pior do que nos jogos anteriores de Shin Megami Tensei, mas ainda assim agradável.

## Legado
O primeiro título em que trabalhei depois de ingressar na Atlus foi Shin Megami Tensei if..., onde fui encarregado do sistema de Guardião (...) [que] se tornou a base da série Persona (...).

Katsura Hashino, 2009
O cenário e os contextos do jogo provaram serem populares o suficiente para a Atlus criar um jogo focado em torno dessas ideias, intitulado Revelations: Persona (1996), o primeiro jogo da série Persona. O sistema de Guardião também forneceu inspiração para a principal mecânica de jogabilidade da série. A protagonista feminina de if... retorna em Revelations: Persona e na duologia Persona 2, com o nome de Tamaki Uchida, atuando como uma personagem secundária e consequentemente conectando os eventos das séries Shin Megami Tensei e Persona. A Escola Secundária Karukozaka foi mais tarde apresentada como cenário para uma missão de história opcional no remake de Persona 2: Innocent Sin, lançado em 2011 para PlayStation Portable.

Sua popularidade e cenário moderno também influenciaram, juntamente de Shin Megami Tensei II, o desenvolvimento de Shin Megami Tensei: Devil Summoner [en], o primeiro jogo da série Devil Summoner, lançado no ano seguinte, em 1995, para o Saturn. Acessórios e roupas de Shin Megami Tensei if... também foram apresentados no MMORPG Shin Megami Tensei: Imagine [en] (2007) e em Persona 5 (2017), nesse último como conteúdo baixável, junto de músicas de if....

Tela de título de Shin Megami Tensei if...: Hazama-hen.

Em 22 de abril de 2004, a Atlus lançou Shin Megami Tensei if...: Hazama-hen, um jogo desenvolvido para celulares japoneses. Ele atua como um prólogo para os eventos de Shin Megami Tensei if..., seguindo as atividades de Hazama antes do incidente. Hazama-hen foi planejado para ser incluído como parte do lançamento original de if..., mas as limitações de espaço o forçaram a ser cortado. A equipe considerou oferecê-lo como um cartucho ROM limitado para os jogadores, mas restrições orçamentárias impediram isso.
Um mangá baseado no jogo, escrito e ilustrado por Kazuaki Yanagisawa, chamado de Shin Megami Tensei If...: Demon Envoy of the School (真・女神転生if… 学園の悪魔使い, Shin Megami Tensei ifu... Gakuen no Akuma Tsukai), foi publicado em 1995, e posteriormente lançado na França em 2006, com o nome de Shin Megami Tensei if... . Um segundo mangá também escrito e ilustrado por Yanagisawa, Shin Megami Tensei: Kahn (真・女神転生カーン, Shin Megami Tensei Kān), foi lançado em 2008. Uma adaptação em light novel do jogo, intitulada Shin Megami Tensei If...: Djinn of Demon Realm (真・女神転生if… 魔界のジン, Shin Megami Tensei ifu: Makai no Jin), foi publicada em 2002.